# Miodrag Jovanović
Miodrag „Minda” Jovanović (szerbül: Mиoдpaг Joвaнoвић - Минда; Belgrád, 1922. január 17. – 2009. február 14.) szerb labdarúgóhátvéd, edző.
A jugoszláv válogatott tagjaként részt vett az 1950-es labdarúgó-világbajnokságon és az 1948. évi nyári olimpiai játékokon, utóbbin ezüstérmet nyertek.